# Nordøst (musical)
 For alternative betydninger, se Nordøst. (Se også artikler, som begynder med Nordøst)
Nordøst (russisk: Норд-Ост; "Nord-Ost") er en populær russisk musical skrevet af Aleksei Ivaschenko og Georgii Vasiljev, over romanen To kaptajner af den sovjetiske forfatter Veniamin Kaverin. Den russiske titel ("Норд-Ост") er en translitteration af den tyske betegnelse for Nordøst ("Nord-Ost") som er den der bruges af russiske sømænd.
Musicalen Nordøst er et kærlighedsdrama diget over de historiske begivenheder omkring opdagelsen af den sibiriske polarøgruppe Severnaja Semlja i 1913. Romanen er skrevet i årene 1938 til 1944 og musicalen blev førstegangsopført den 19. oktober 2001 på et kulturhus i Dubrovka kvarteret i Moskva hvor den blev spillet for et 400 mand stort publikum. Nordøst anses som den første russiske musical.
Den 23. oktober 2002 blev en opførelse af musicalen stormet af en gruppe tjetjenske terrorister der tog alle omkring 912 publikum og teaterfolk gidsler og truede med at dræbe alle hvis de ikke fik deres krav om et selvstændigt Tjetjenien opfyldt. 129+ gidsler, samt alle terrorister, blev dræbt under den efterfølgende storm af russiske specialstyrker. Teamet bag Nordøst-produktionen mistede 17 mennesker, inklusiv 2 piger på hhv. 13 og 14 (Christina Vladimirovna Kurbatova & Nina Dmitrievna Milovidova). Produceren Georgii Vasiljev havde selv været blandt gidslerne.
På trods af det store tab blandt skuespillerne formåede de alligevel at lave en mindeopførelse af Nordøst allerede den 10. november 2002 i koncerthallen i Moskvas store Hotel Rossija. Stykket blev nyopført i samme teater i Dubrovka den 8. februar 2003 hvor det fortsatte med at køre indtil den 10. maj 2003, hvor det blev taget af programmet af dets producere der angav manglede publikumsinteresse grundet frygt for terrorangreb som årsag.
Stykket has siden været opført i forskellige andre russiske byer og i andre lande.
Den tyske dramatiker har skrevet et teaterstykke, også kaldet Nordøst, omhandlende dette terrorangrebet som første gang blev opført i april 2005.